# Oceanus Procellarum

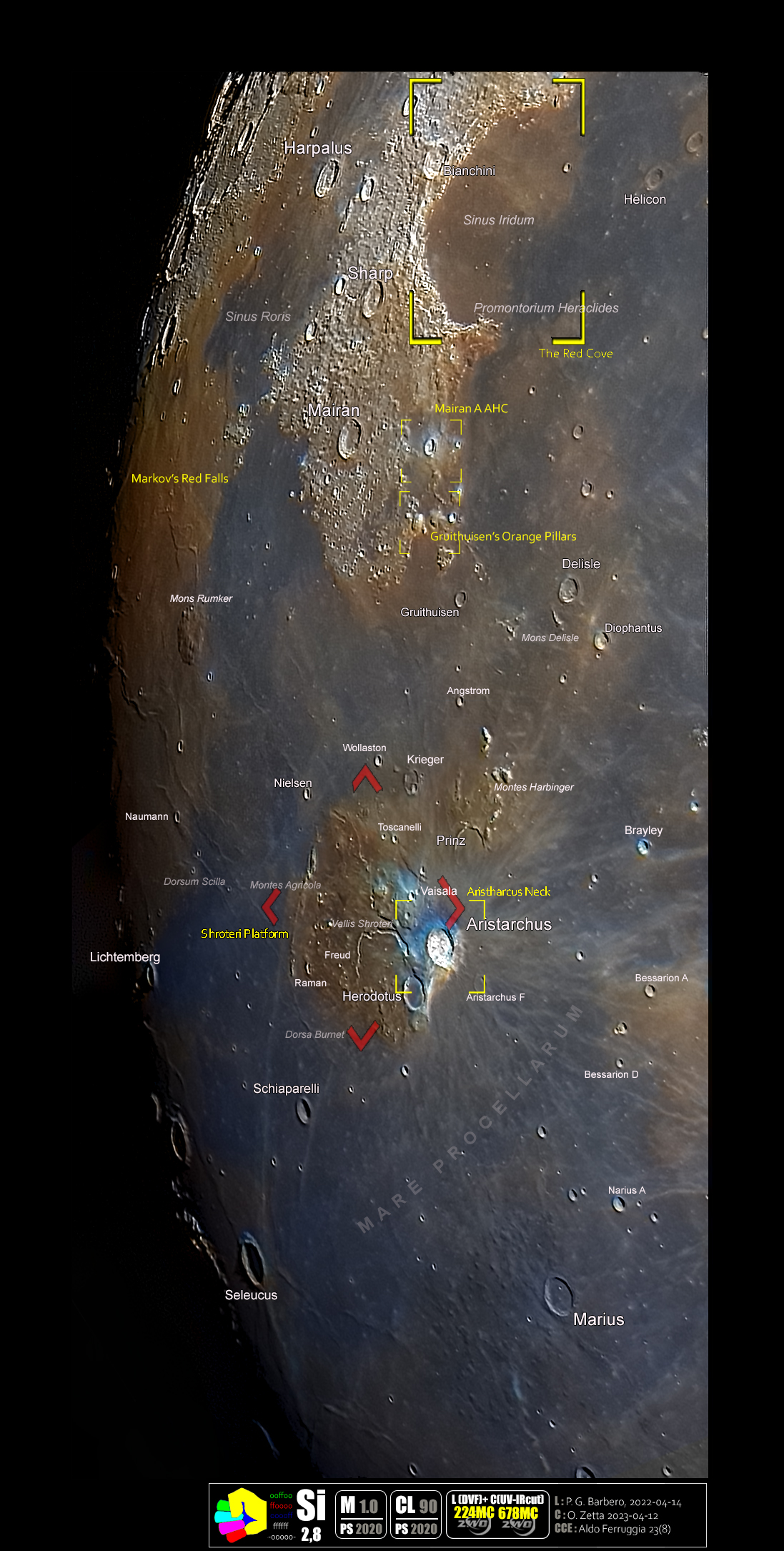
Immagine dell'area in formato Si con alcuni reperi. Vedi anche:

L'Oceanus Procellarum è un vasto mare lunare sul bordo occidentale del lato visibile della Luna.

## Origine del nome
Il suo nome deriva dal latino e significa Oceano delle tempeste, perché, secondo la leggenda, il suo apparire durante il secondo quarto annuncia cattivo tempo. Storicamente ha ricevuto anche altri nomi, tra cui Mare Eoum (Mare Orientale) da Gassendi e Oceanus Philippicus (Oceano di Filippo) da van Langren.

## Storia
Il Procellarum è il più grande mare lunare, si estende per oltre 2500 chilometri lungo l'asse nord-sud e copre oltre 1,5 milioni di chilometri quadrati. All'estremità nord del Procellarum si trova il Sinus Roris. Come tutti i mari lunari, si formò da antiche eruzioni vulcaniche basaltiche, che coprirono la regione con uno strato spesso e quasi piatto di magma solidificato. Tuttavia, a differenza degli altri mari lunari, l'Oceanus Procellarum non è confinato all'interno di un ben definito bacino d'impatto.

Intorno ai suoi bordi si trovano molte baie e mari minori, incluso il Mare Nubium e il Mare Humorum verso sud. Verso nord-est si trova il Mare Imbrium separato dal Procellarum dai Montes Carpatus.
Vi sono allunate le sonde robotiche Luna 9, Luna 13, Surveyor 1 e Surveyor 3, così come la missione umana Apollo 12, con a bordo Charles Conrad e Alan Bean.